# Fiat 519
Fiat 519 – samochód osobowy produkowany przez włoską firmę motoryzacyjną Fiat w latach 1922–1927. Wyposażony był w rzędowy silnik sześciocylindrowy.

## Wersje
- 519, 519A, 519B, 519C & 519S 4/5S Tourer, 4-drzwiowe, układ miejsc 2+2.

## Galeria

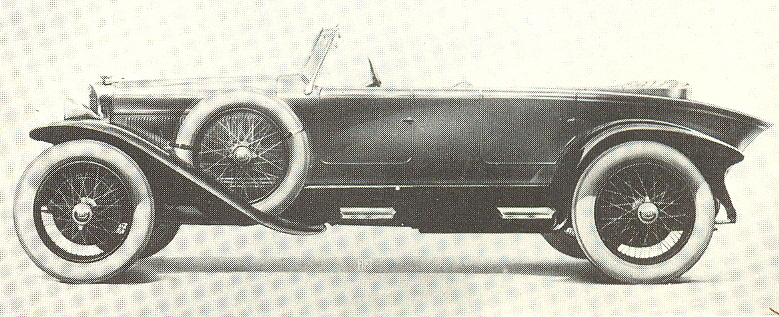
Fiat 519 S Torpedo 1922
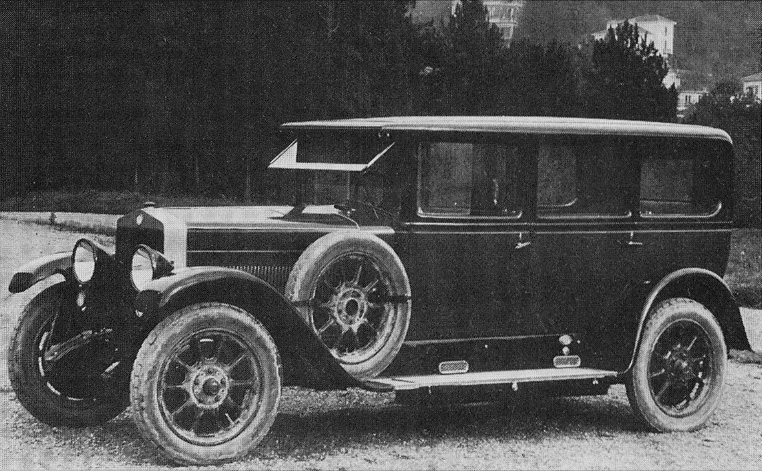
Fiat 519 A Sedan 1924
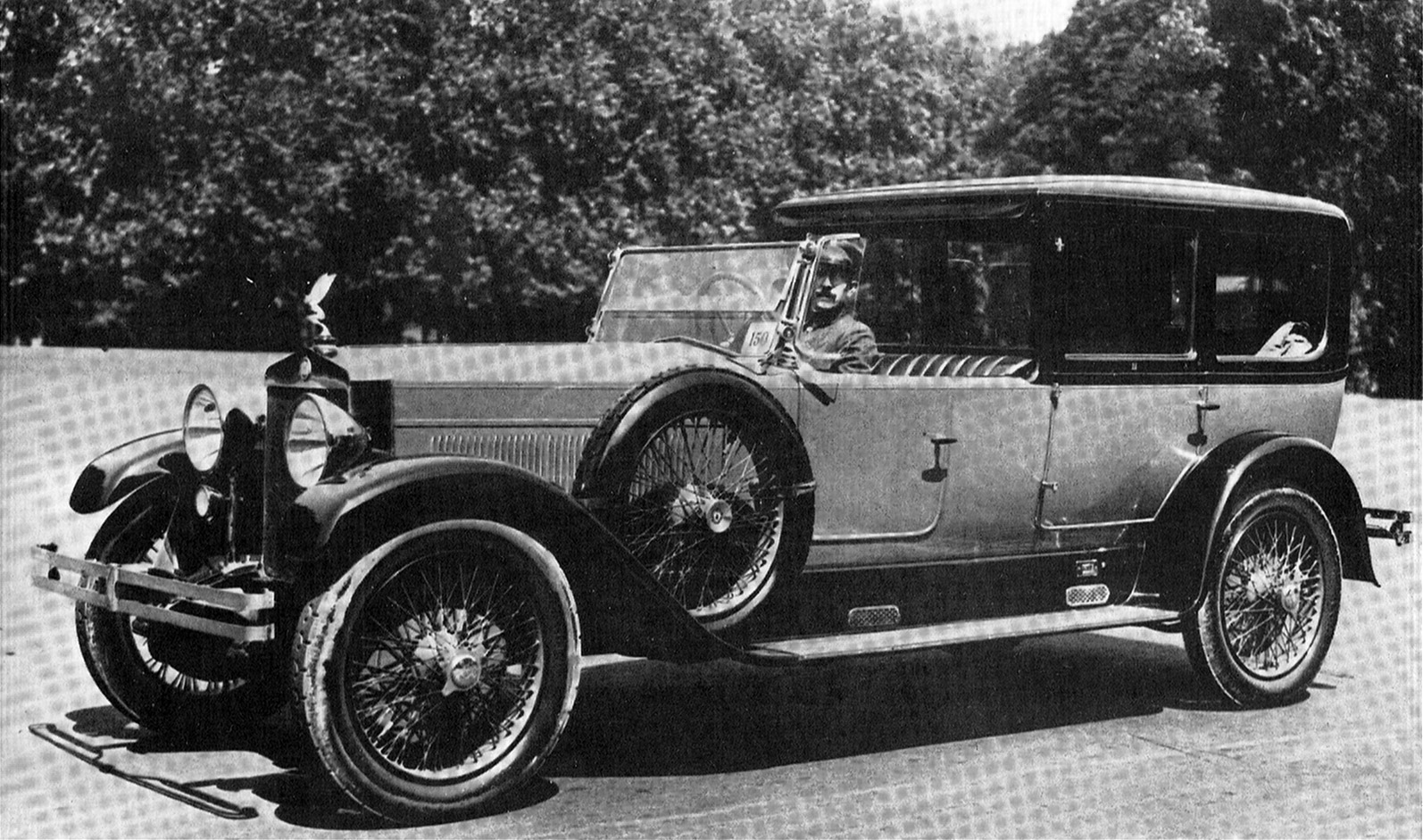
Fiat 519 Series1 Coupe-de-Ville 1922